# Edyta Górniak

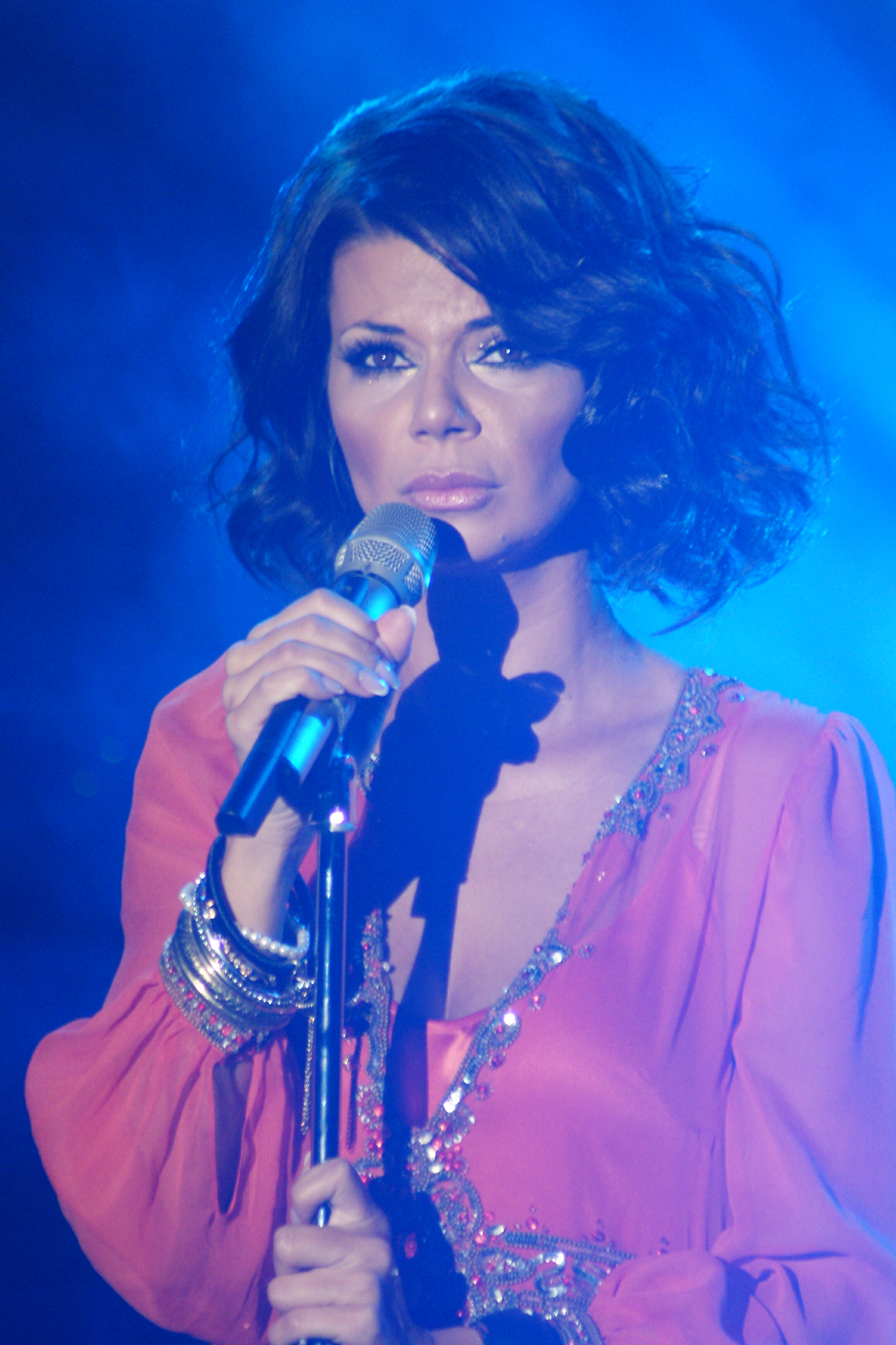
Edyta Górniak (2009)

Edyta Anna Górniak [ɛ'dɨta 'gurɲak] (* 14. November 1972 in Ziębice, Polen) ist eine polnische Sängerin, die in Deutschland unter ihrem Vornamen „Edyta“ bekannt wurde. Sie gehört zu den wenigen polnischen Künstlern, denen als polnische Popmusikerin auch internationale Chartplatzierungen gelangen.

## Karriere
Edyta Górniak wurde 1972 im niederschlesischen Ziębice geboren. Nachdem sie 1989 in einer polnischen Fernseh-Talentshow Stop von Sam Brown gesungen hatte, erhielt sie eine Rolle in der ersten polnischen Musical-Großproduktion Metro.
1994 nahm Polen zum ersten Mal am Eurovision Song Contest teil und Górniak wurde mit dem Titel To nie ja! Zweite. Mit diesem Lied gelang ihr der Durchbruch als Popstar in Polen. Auch westliche Plattenfirmen hatten Interesse an der Sängerin. Ihrem Entdecker und früheren Manager Wiktor Kubiak gelang es jedoch zunächst nicht, die Sängerin zu einer internationalen Karriere zu überreden. Nach Jahren gab Górniak zu, dass sie damals kein Wort Englisch gesprochen habe und dass ihr das Ganze zu unsicher gewesen sei. Dennoch unterschrieb sie einen langjährigen Exklusivvertrag mit Kubiak, dem Besitzer des kleinen Indie-Labels ORCA. Ende 1994 erschien die Eurovisions-Single To nie ja als Once in a Lifetime auch in englischer Sprache. Das Hamburger Label Edel vertrieb die Maxi in Deutschland, Österreich und der Schweiz. Górniak hatte einige Auftritte im deutschsprachigen Fernsehen.
Kurz danach nahm Górniak ihr Debütalbum Dotyk (Berührung) für die polnische EMI auf. Das Album war ein großer Erfolg und verkaufte sich über 200.000 Mal. 1996 unterzeichnete sie einen Plattenvertrag für mehrere Alben bei EMI International mit Exklusivrechten für Virgin Records America. In London nahm Górniak später ihr erstes internationales Album Edyta Górniak auf, das von Christopher Neil produziert wurde, der zuvor einige Jahre mit Sheena Easton oder Céline Dion zusammen gearbeitet hatte. Weltweit (in Asien, Afrika und Europa) wurde das Album rund 300.000 Mal verkauft, dennoch blieb der große kommerzielle Durchbruch aus, obwohl die Titel von anerkannten Songschreibern wie Billy Steinberg, Rick Nowels oder Climie Fisher stammten.
In Deutschland wurde 1998 die Single One & One veröffentlicht, die kurzzeitig die Charts erreichte. EMI wollte die eigentlich die Ballade When You Come Back to Me auskoppeln, dann entschied sich das Label doch für einen Uptempo-Song. VIVA und MTV lehnten das dazugehörige Video jedoch ab. Zu sehen war One & One letztendlich nur einige Male bei Onyx.tv. Im Radio war One & One etwas beliebter. In England und Amerika wurde das Album Edyta Gorniak nicht veröffentlicht. When You Come Back to Me erreichte unterdessen die Top 40 in Schweden und Belgien. 1999 ging Górniak auf Tour durch Polen. Aufnahmen dieser Tour wurden auf dem Konzertalbum Live ’99 festgehalten, das sowohl englische als auch polnische Songs enthält.
Ende 1999 begannen die Arbeiten an ihrem zweiten internationalen Album. EMI bot der Sängerin hierfür die besten Studios in Großbritannien und den USA. Das Album sollte ursprünglich im Frühjahr 2002 zunächst auf den britischen Markt kommen. Die Künstlerin verzichtete aus kommerziellen Gründen auf ihren Familiennamen Górniak. Probleme mit ihrer Plattenfirma verhinderten in der Folge die planmäßige Veröffentlichung. Virgin Germany brachte das neue Album erst im Frühling 2003 auf den Markt. Aufgefrischt wurde das mittlerweile alt gewordene Material durch den Disco-Titel Impossible. Die Single lief zunächst häufig im Radio, dennoch schaffte sie es nicht einmal in die Top 50 der deutschen Singlecharts. Auch die Albumverkäufe blieben weit hinter den Erwartungen zurück. Virgin Germany verzichtete auf weitere Singleauskopplungen.
Nach den missglückten Versuchen, auf dem europäischen Musikmarkt Fuß zu fassen, zog sich Górniak zeitweise ins Familienleben zurück. Sie wurde Mutter eines Sohnes . Sie heiratete ihren Bandmusiker Dariusz Krupa und kaufte ein Haus in Milanowek. Zuvor löste sie ihren Plattenvertrag mit dem polnischen EMI-Label Pomaton. 2005 gründete Górniak ihr eigenes Plattenlabel „EG Production“.
Mit der Ballade Cygańskie Serce (Zigeunerherz) nahm Górniak 2007 beim Festival in Oppeln teil. Im selben Jahr wurde das Studioalbum E.K.G. und als Cover des Céline-Dion-Songs I Surrender die Single List veröffentlicht.
22 Jahre nach ihrem Durchbruch beim Eurovision Song Contest, der Polen sein bis heute bestes Ergebnis einbrachte, nahm Górniak 2016 noch einmal beim Vorentscheid in ihrer Heimat teil. Sie landete im Finale mit Grateful allerdings hinter Michał Szpak und Margaret nur auf dem dritten Platz.

## Diskografie

### Alben
| Jahr | Titel                                       | Höchstplatzierung, Gesamtwochen, AuszeichnungChartplatzierungen (Jahr, Titel, Platzierungen, Wochen, Auszeichnungen, Anmerkungen) | Höchstplatzierung, Gesamtwochen, AuszeichnungChartplatzierungen (Jahr, Titel, Platzierungen, Wochen, Auszeichnungen, Anmerkungen) | Anmerkungen                                                                                |
| Jahr | Titel                                       | CH | PL | Anmerkungen                                                                                |
| ---- | ------------------------------------------- | --- | --- | ------------------------------------------------------------------------------------------ |
| 1995 | Dotyk                                       | — | PL— DiamantPL | Erstveröffentlichung: 8. Mai 1995 Verkäufe: 1.000.000                                      |
| 1997 | Kiss Me, Feel Me キス・ミー、フィール・ミー | — | — | Erstveröffentlichung: 7. November 1997 japanische Version des Albums Edyta Górniak         |
| 1997 | Edyta Górniak                               | CH40 (1 Wo.)CH | PL— PlatinPL | Erstveröffentlichung: 10. November 1997                                                    |
| 1999 | To Nie Ja                                   | — | PL— GoldPL | Erstveröffentlichung: 1999                                                                 |
| 1999 | love is on the line                         | — | PL— PlatinPL | Erstveröffentlichung: 1999                                                                 |
| 2002 | Perła / Invisible                           | — | PL1 Gold · (20 Wo.)PL | Erstveröffentlichung: 9. März 2002 (Perła) Erstveröffentlichung: 31. März 2003 (Invisible) |
| 2007 | E·K·G                                       | — | PL— PlatinPL | Erstveröffentlichung: 12. Oktober 2007                                                     |
| 2008 | Zakochaj się na Święta w kolędach           | — | — | Erstveröffentlichung: 22. Dezember 2008 Weihnachtsalbum                                    |
| 2012 | My                                          | — | PL4 (6 Wo.)PL | Erstveröffentlichung: 14. Februar 2012                                                     |
| 2020 | Dotyk (25 Lat: Edycja Specjalna)            | — | PL17 (1 Wo.)PL | Erstveröffentlichung: 8. Mai 2020                                                          |
| 2024 | My Favourite Winter                         | — | PL15 (6 Wo.)PL | Erstveröffentlichung: 15. November 2024                                                    |

grau schraffiert: keine Chartdaten aus diesem Jahr verfügbar

### Singles
| Jahr | Titel Album             | Höchstplatzierung, Gesamtwochen, AuszeichnungChartplatzierungen (Jahr, Titel, Album, Platzierungen, Wochen, Auszeichnungen, Anmerkungen) | Höchstplatzierung, Gesamtwochen, AuszeichnungChartplatzierungen (Jahr, Titel, Album, Platzierungen, Wochen, Auszeichnungen, Anmerkungen) | Höchstplatzierung, Gesamtwochen, AuszeichnungChartplatzierungen (Jahr, Titel, Album, Platzierungen, Wochen, Auszeichnungen, Anmerkungen) | Anmerkungen                           |
| Jahr | Titel Album             | DE | AT | CH | Anmerkungen                           |
| ---- | ----------------------- | --- | --- | --- | ------------------------------------- |
| 1998 | One & One Edyta Górniak | DE79 (9 Wo.)DE | — | CH42 (5 Wo.)CH | Erstveröffentlichung: 1998            |
| 2003 | Impossible Invisible    | DE55 (7 Wo.)DE | AT50 (6 Wo.)AT | CH64 (4 Wo.)CH | Erstveröffentlichung: 3. Februar 2003 |

Weitere Singles
- 1994: Once in a Lifetime – To nie ja (Dotyk; polnischer Beitrag zum ESC 1994)
- 1994: Jestem kobietą (Dotyk)
- 1995: Dotknij (Dotyk)
- 1995: Niebo to my (Dotyk)
- 1995: Będę śniła (Dotyk)
- 1995: Love Is on the Line (Dotyk)
- 1995: Kolorowy wiatr (Pocahontas)
- 1995: Pada śnieg (Doytk; feat. Krzysztof Antkowiak)
- 1996: To Atlanta (Song für die Olympischen Sommerspiele 1996)
- 1997: Embarras (Duety)
- 1997: When You Come Back to Me (Edyta Górniak)
- 1997: Hope for Us (Edyta Górniak; feat. Josep Carreras)
- 1998: Anything (Edyta Górniak)
- 1998: Lustro (Mulan)
- 1998: Dumka na dwa serca (Ogniem i mieczem; feat. Mieczysław Szcześniak)
- 1999: Linger (Edyta Górniak)
- 1999: Stop! (Edyta Górniak)
- 2000: Hunting High & Low (Edyta Górniak)
- 2000: Pieśń Julii (Edyta Górniak)
- 2000: Once in a Lifetime – To nie ja (Edyta Górniak)
- 2001: Jak najdalej (Perła)
- 2002: Nie proszę o więcej (Perła)
- 2002: Słowa jak motyle (Perła)
- 2002: Perła (Perła)
- 2003: The Story So Far (Invisible)
- 2003: Whatever It Takes (Invisible)
- 2003: Make It Happen (Invisible)
- 2003: Nieśmiertelni (Invisible)
- 2003: Nie było (Czas Ludzi Cienia; feat. Sweet Noise)
- 2004: Krople chwil…
- 2005: Lunatique (feat. Mathplanete)
- 2006: Sexuality (feat. Mathplanete)
- 2006: Loving You (E·K·G)
- 2007: List (E·K·G)
- 2008: Dziękuję Ci (E·K·G)
- 2008: To nie tak jak myślisz (To nie tak jak myślisz)
- 2008: Mizerna cicha (Zakochaj się na Święta w kolędach)
- 2011: Teraz – tu (My)
- 2011: ON the Run (My)
- 2011: Oj… kotku (My)
- 2012: Nie zapomnij (My)
- 2012: Consequences / Co tylko chcesz (My)
- 2019: Andromeda (mit Don, PL: Gold)
- 2019: Król (mit Gromee, PL: ×2Doppelplatin )